# Request For Information
Een request for information (RFI) (Nederlands: informatieverzoek) is een document dat gebruikt wordt in de beginfase van een inkoopproces. Met het document wordt een formeel verzoek gedaan aan leveranciers om informatie te leveren in het voortraject voor het aankopen van een product (bijvoorbeeld een heel softwarepakket of een module ervan) of een dienst. Door het uitsturen van een lijst van wensen en eisen kan de zoekende partij de lijst met mogelijke leveranciers inkorten tot een shortlist. Het opstellen van een RFI is niet gebonden aan vaste regels.
In de RFI kan de (potentiële) klant vragen om richtprijzen, maar de leverancier maakt nog geen bindende offerte. Het uitsturen van een Request For Proposal (RFP) (Nederlands: offerteverzoek) is een mogelijke volgende stap, waarin de leverancier wordt gevraagd een offerte uit te brengen.